# Kyllinga echinata
Kyllinga echinata är en halvgräsart som beskrevs av Sheila Spenser Hooper. Kyllinga echinata ingår i släktet Kyllinga och familjen halvgräs. Inga underarter finns listade i Catalogue of Life.